# Паулу Вітор Фернандеш Перейра
Паулу Вітор Фернандеш Перейра або просто Паулу Вітор (порт.-браз. Paulo Vitor Fernandes Pereira / Paulo Vitor; нар. 24 червня 1999, Ріо-де-Жанейро, Бразилія) — бразильський футболіст, нападник та лівий вінґер португальського клубу «Портімоненсі», який виступає в оренді за львівські «Карпати».

## Життєпис
Народився в Ріо-де-Жанейро. Вихованець молодіжної акдемії «Васко да Гама». У віці 18 років став основним гравцем «канаріньї» протягом сезону 2017/18 років і дебютував у складі свого молодіжного клубу в Першому дивізіоні Бразилії, де зіграв у двох матчах Кубку Лібертадорес та взяв участь у Південноамериканського кубку. 14 травня 2017 року у матчі проти «Палмейраса» дебютував у бразильській Серії А, вийшовши на поле на 57-й хвилині замість Жеана. Першим голом на професіональному рівні відзначився 12 липня 2017 року в поєдинку проти «Віторії» (Салвадор).
28 серпня 2018 року перейшов у річну оренду до представника іспанської Сегунди «Альбасете». 30 січня наступного року, через майже повну відсутність ігрової практики, перейшов в оренду до червня в «Марбелью» з Сегунди Б, а наступний сезон 2019/20 років теж провів у складі цієї андалузької команди, але тепер як повноцінний гравець.
2 жовтня 2020 року перейшов до «Реалу Вальядоліда», але одразу ж був переведений до резервної команди з третього дивізіону. 12 січня 2022 року продовжив угоду з клубом до 2025 року. 16 липня 202 року відданий в оренду з правом викупу команді португальської Прімейри «Ріу Аве». 1 липня 2023 року розірвав контракт з «Вальядолідом».
4 липня 2023 року підписав 2-річний контракт з бразильським «Крузейро», яким, як і його попередньою командою, володіє Роналду.
8 лютого 2023 року перейшов до португальського «Портімоненсі». Був капітаном команди. У другому дивізіоні португальського чемпіонату зіграв 25 матчів, в яких відзначився 8-ма голами та 2-ма результативними передачами.
24 липня 2025 року перейшов в оренду з правом викупу до «Карпат». У футболці львівського клубу дебютував 3 серпня 2025 року в програному (0:2) виїзному поєдинку 1-го туру Прем'єр-ліги України проти житомирського «Полісся». Паулу вийшов на поле на 56-й хвилині замість Ярослава Карабіна.

## Особисте життя
Старший брат Паулу, Денілсон, також професіональний футболіст, який виступає на позиції нападника.

## Статистика виступів

### Клубна
Станом на 12 січня 2025 року
| Клуб                     | Сезон             | Ліга                  | Ліга  | Ліга | Чемпіонат штату | Чемпіонат штату | Нац. кубок | Нац. кубок | Кубок ліги | Кубок ліги | Конт. кубок | Конт. кубок | Інші  | Інші | Загалом | Загалом |
| Клуб                     | Сезон             | Дивізіон              | Матчі | Голи | Матчі           | Голи            | Матчі      | Голи       | Матчі      | Голи       | Матчі       | Голи        | Матчі | Голи | Матчі   | Голи    |
| ------------------------ | ----------------- | --------------------- | ----- | ---- | --------------- | --------------- | ---------- | ---------- | ---------- | ---------- | ----------- | ----------- | ----- | ---- | ------- | ------- |
| «Васко да Гама»          | 2017              | Серія A               | 13    | 1    | 0               | 0               | 0          | 0          | —          | —          | —           | —           | —     | —    | 13      | 1       |
| «Васко да Гама»          | 2018              | Серія A               | 3     | 0    | 7               | 0               | 0          | 0          | —          | —          | 3           | 0           | —     | —    | 13      | 0       |
| «Васко да Гама»          | Загалом           | Загалом               | 16    | 1    | 7               | 0               | 0          | 0          | —          | —          | 3           | 0           | 0     | 0    | 26      | 1       |
| «Альбасете» (оренда)     | 2018-19           | Сегунда Дивізіон      | 1     | 0    | —               | —               | 1          | 0          | —          | —          | —           | —           | 0     | 0    | 1       | 0       |
| «Марбелья» (оренда)      | 2018-19           | Сегунда Дивізіон Б    | 11    | 1    | —               | —               | 0          | 0          | —          | —          | —           | —           | —     | —    | 11      | 1       |
| «Марбелья»               | 2019-20           | Сегунда Дивізіон Б    | 18    | 2    | —               | —               | 1          | 1          | —          | —          | —           | —           | 1     | 0    | 20      | 3       |
| «Реал Вальядолід Б»      | 2020-21           | Сегунда Дивізіон Б    | 19    | 1    | —               | —               | —          | —          | —          | —          | —           | —           | —     | —    | 19      | 1       |
| «Реал Вальядолід Б»      | 2021-22           | Прімера Дивізіон КІФФ | 32    | 8    | —               | —               | —          | —          | —          | —          | —           | —           | —     | —    | 32      | 8       |
| «Реал Вальядолід Б»      | Загалом           | Загалом               | 51    | 9    | —               | —               | —          | —          | —          | —          | —           | —           | —     | —    | 51      | 9       |
| «Ріу Аве» (оренда)       | 2022-23           | Прімейра-ліга         | 25    | 1    | —               | —               | 1          | 0          | 3          | 0          | —           | —           | —     | —    | 29      | 1       |
| «Крузейро»               | 2023              | Серія A               | 8     | 0    | 0               | 0               | 0          | 0          | —          | —          | —           | —           | —     | —    | 8       | 0       |
| «Новурізонтіно» (оренда) | 2024              | Серія B               | 14    | 0    | 6               | 0               | —          | —          | —          | —          | —           | —           | —     | —    | 20      | 0       |
| «Портімоненсі»           | 2024-25           | Ліга2 Кабовісау       | 12    | 6    | —               | —               | 0          | 0          | 0          | 0          | —           | —           | —     | —    | 12      | 6       |
| Усього за кар'єру        | Усього за кар'єру | Усього за кар'єру     | 156   | 20   | 13              | 0               | 3          | 1          | 3          | 0          | 3           | 0           | 1     | 0    | 179     | 21      |

1. ↑  У тому числі й матчі в Кубку Бразилії, Кубок Іспанії, Кубку Португалії
2. ↑  У тому числі матчі в Кубку португальської ліги
3. ↑  Матч(і) в Лізі Каріоці
4. ↑  Два матчі в Кубку Лібертадорес, Один матч у Південноамериканському кубку
5. ↑  Матч(і) в плей-оф Сегунда Дивізіону Б
6. ↑  Матч(і) в Лізі Пауліста